# Vyhne
Vyhne jsou obec na Slovensku v okrese Žiar nad Hronom. V roce 2015 zde žilo 1 224 obyvatel. První písemná zmínka o obci pochází z roku 1256.

## Poloha a charakteristika
Vyhne se nacházejí v jižní části Štiavnických vrchů ve Vyhnianské dolině na středním Pohroní.
Vyhne jsou známé především svou hornickou historií či nejstarším pivovarem na Slovensku, založeným v roce 1473 (dnes pivovar Steiger). Obec se také vzpomíná v souvislosti se svou lázeňskou historií.
Speciální kapitolou v geografii obce Vyhne jsou přírodní zajímavosti. Přímo nad vesnicí se tyčí vrch Kamenná (495 m n. m.), na jehož úpatí se nachází unikátní přírodní úkaz – přírodní rezervace Kamenné more – rozlohou největší kamenné moře v sopečné části Karpat a jedno z nejstarších chráněných území na Slovensku, cenné především pro svou geologickou hodnotu. Dalším cenným útvarem je přírodní památka Vyhnianský travertin – travertinová kupa tvořící vodopád o výšce 3,5 metru s vodou vytékající z bývalé štoly.

## Sport
V oblasti sportu jsou Vyhne zajímavé zejména zdejším biatlonovým stadionem a klubem.

## Osobnosti
- Zdenko Mikula, slovenský hudební skladatel a dirigent, se zde narodil v roce 1916.
- Jan Maget, v Česku působící slovenský malíř, ilustrátor a grafik, se zde narodil v roce 1943.